# Ochropleura beesoni
Ochropleura beesoni là một loài bướm đêm trong họ Noctuidae.